# 逸見廣大
逸見 廣大（へんみ こうだい、1980年12月26日 - ）は、日本の俳優、声優。北海道出身。希楽星所属。

## 人物
特技は、モータースポーツ、スキー、バレーボール、野球を挙げている。

## 出演

### テレビアニメ
- それいけ!アンパンマン（2016年 - 2023年、アンコラ〈2代目〉、ニンジンさん 他）

### 劇場アニメ
2006年
- 銀色の髪のアギト（2006年1月7日、松竹）

### Webアニメ
- 君に届け 3RD SEASON（2024年、男子生徒、根岸涼）

### テレビドラマ
- 喰いタン 第5話「隣の晩ごはん!!カレーライスを食べまくる!」（2007年5月12日、日本テレビ） - 放火犯 役
- ペーパー離婚（2010年2月7日、テレビ朝日）
- 私が初めて創ったドラマ「左脳系女子の恋」（2010年11月19日、NHK-BShi） - 中川清 役
- チャンネルはそのまま!（北海道テレビ放送） - 山下聡志 役

### 映画
- 沈まぬ太陽（2009年10月24日、東宝）